# Dafra Motos
A Dafra Motos é uma fabricante brasileira de motocicletas fundada em 2008 pelo Grupo Itavema.

## História
A Dafra Motos foi fundada em 2007 usando o conceito CKD, trazendo as peças fabricadas pelos fabricantes asiáticos Loncin, Lifan e Zongshen e montando-as em Manaus, no Brasil, onde mantém sua fábrica.
No início da produção, os componentes eram importados majoritariamente da China, mas após romper parceria com fornecedores, a Dafra procurou novos parceiros. Atualmente, possui parcerias de produção e distribuição com a TVS Motor Company, da Índia (terceira maior fabricante de motocicletas da Índia), Haojue (fabricante de motocicletas Suzuki na China), a taiwanesa SYM Motors, a sul-coreana Daelim, a austríaca KTM e a fabricante italiana de motos esportivas de luxo Ducati.
A Dafra já produziu motos BMW através de parceria com a marca alemã, porém em 2016, a parceria foi encerrada e a BMW começou a produzir as próprias motos. Também firmou parceria com a italiana MV Agusta, para produzir e distribuir as motos no Brasil desde 2011. Entretanto, encerrou a parceria em 2015, passando as operações para a subsidiária brasileira da marca.
Para atender o mercado interno, a Dafra construiu uma fábrica na área industrial de Manaus, com 170.000 m² de terreno, com 35.000 m² de edifícios.[carece de fontes?] Atualmente, a fábrica possui mais de 500 funcionários e capacidade de produção anual de 200.000 motocicletas.[carece de fontes?]